# Antrocephalus phaeospilus
Antrocephalus phaeospilus är en stekelart som beskrevs av James Waterston 1922. Antrocephalus phaeospilus ingår i släktet Antrocephalus och familjen bredlårsteklar. Inga underarter finns listade i Catalogue of Life.